# Popularita

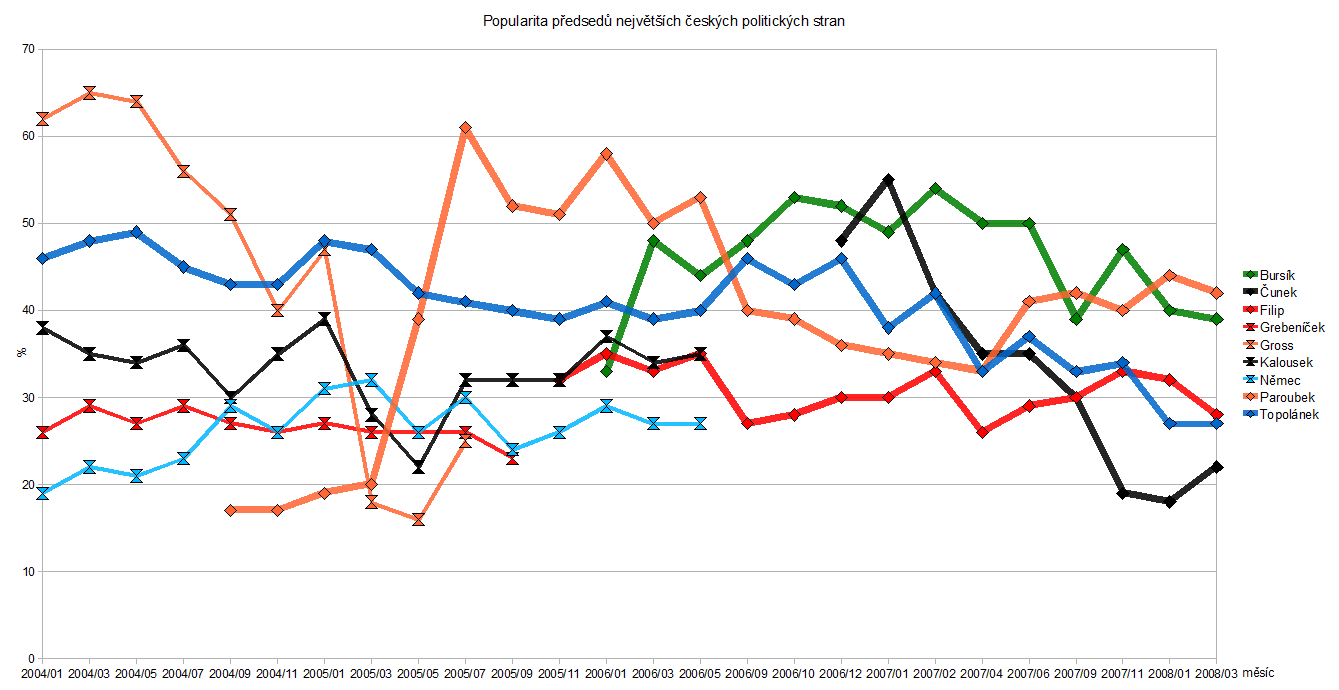
Popularita předsedů největších politických stran od ledna 2004 do března 2008

Popularita (z lat. populus, "lid") označuje oblíbenost osoby, filmu, automobilu nebo jiného produktu u veřejnosti. Je to produkt veřejného mínění.

## Měření popularity
Firmy zabývající se výzkumem veřejného mínění čas od času zjišťují oblíbenost lidí, produktů, idejí nebo politických stran pomocí dotazníků a statistických metod výběru respondentů. Pro některé politiky (tzv. populisty) je výzkum veřejného mínění důležitou metodou při přípravě volebních programů nebo způsobu komunikace s veřejností.

## Nestálost popularity
Popularita je velmi nestála veličina, která má schopnost prostřednictvím masových sdělovacích prostředků ovlivňovat sama sebe. V pozitivním i negativním slova smyslu.